# حكومة حسن خالد أبو الهدى الثانية
حكومة حسن أبو الهدى الثانية هي الحكومة الثامنة في عهد إمارة شرق الأردن، ترأسها حسن أبو الهدى واستمرت من 26 يونيو 1926 إلى 17 أكتوبر 1929. كلف السيد أبو الهدى بتأليف الوزارة للمرة الثانية. تألفت الوزارة الجديدة بعد أن استبدل اسم «مجلس النظار» باسم «المجلس التنفيذي». وقد دخل في عضوية هذا المجلس أربعة من موظفي حكومة فلسطين الذين استعيروا للعمل في شرقي الأردن، وهم حسام الدين جارالله، عارف العارف، عبد الرحمن غريب، ألن كركبرايد.

## أعضاء الحكومة
| الرقم | الإسم                    | المهام الوزارية            | ملاحظات                |
| ----- | ------------------------ | -------------------------- | ---------------------- |
| 1     | حسن خالد أبو الهدى       | رئيس النظار وناظر الداخلية |                        |
| 2     | رضا توفيق                | مدير الآثار                |                        |
| 3     | الشيخ حسام الدين جارالله | وزير العدلية وقاضي القضاة  |                        |
| 4     | عارف العارف              | السكرتير العام             |                        |
| 5     | عبدالرحمن غريب           | مدير النافعة               | وزارة المواصلات لاحقًا. |
| 6     | الن كركبرايد             | مستشار المالية             |                        |

في 11 سبتمبر 1926، أجري التعديل الأول على هذه الحكومة كما يلي:
| الرقم | الإسم              | المهام الوزارية             | ملاحظات |
| ----- | ------------------ | --------------------------- | ------- |
| 1     | حسن خالد أبو الهدى | رئيسا للمجلس ومديرا للمالية |         |
| 2     | أديب وهبه          | مدير المعارف                |         |

في 1 مايو 1927، أجري التعديل الثاني على هذه الحكومة كما يلي:
| الرقم | الإسم        | المهام الوزارية | ملاحظات |
| ----- | ------------ | --------------- | ------- |
| 1     | إبراهيم هاشم | مدير الخزينة    |         |

في 11 سبتمبر 1927، أجري التعديل الثالث على هذه الحكومة كما يلي:
| الرقم | الإسم           | المهام الوزارية                     | ملاحظات |
| ----- | --------------- | ----------------------------------- | ------- |
| 1     | توفيق أبو الهدى | عضو مجلس تنفيذي ومدير تسجيل الاراضي |         |

في 1 فبراير 1929، أجري التعديل الرابع على هذه الحكومة كما يلي:
| الرقم | الإسم           | المهام الوزارية                            | ملاحظات                                   |
| ----- | --------------- | ------------------------------------------ | ----------------------------------------- |
| 1     | رضا توفيق       | مدير الآثار                                |                                           |
| 2     | توفيق أبو الهدى | سكرتير عام للحكومة وعضو في المجلس التنفيذي |                                           |
| 3     | حليم أبو رحمة   | مدير الصحة العامة عضو في المجلس التنفيذي   | أوَّلُ وزيرٍ مسيحي عربي في الحكومات الأُردنية. |

## أهم الأحداث
استمرت هذه الوزارة في العمل أكثر من ثلاث سنوات، وأثناء ذلك حدثت على هيئتها عدة تعديلات.
ففي 11 أيلول 1926 عدلت هيئة المجلس التنفيذي بحيث انفصل ألن كركبرايد من عضورية المجلس التنفيذي وتولى الرئيس مسؤولية دائرة المالية، وعين السيد أديب وهبه مدير المعارف عضوا في المجلس التنفيذي. وصدر قرار ببقاء المستر ألن كركبرايد مستشارا للمالية، وبتعيين المستر سيتون مستشارا للعدلية (دون أن يكونا عضوين في المجلس التنفيذي).
وفي 17 نيسان 1927 انفصل السيد عبد الرحمن غريب مدير النافعة من عضويه المجلس التنفيذي وحل محله السيد إبراهيم هاشم مدير الخزينة (اعتبارا من 1 أيار 1927. وعين السيد توفيق أبو الهدى سكرتيرا عاما للحكومة وعضوا في المجلس التنفيذى في 11 سبتمبر 1928 .
في عهد وزارة حسن خالد أبو الهدى، قطعت بريطانيا الإعانة المالية فجأة بحجة عدم الثقة بالإدارة المالية في شرقي الأردن ووجوب اصلاحها. ولم يكن الأمر مقتصرا على قضية الإصلاح المالي، بل كان الإنجليز يرغبون في أن لا تكون شرقي الأردن قاعدة للتحركات ضد الانتداب الغرئسسي في سوريا. فمنذ أن فرض الفرنسيون حكمهم على سوريا وهم يواصلون الشكاوي ضد شرق الأردن لاتخاذها مركزا لاعداد العصابات وتسليحها وتموينها، وتوفير الملاجئ الأمنة لها كما كانوا يتهمونها بتدبير الحوادث ضدهم كلما قام الوطنيون في سوريا بحركة ثورية.
وعندما قامت بعض العصابات بمهاجمة بعض المراكز الفرنسية قي حوران وواصلت غاراتها حتى وصلت جادة السريجة في أحياء دمشق الجنوبية وقتل في اثناء ذلك بضعة فرنسيين على طريق درعا المزيريب، وجهت سلطات الانتداب انذارا للأمير عبد الله متضمنا المطالب التالية:
- بسط الرقابة البريطانية على الامور المالية بدون قيد أو شرط.
- إخراج المتهمين بالتحريض في حوادث الحدود.
- إلغاء نيابة العشائر.
- تكون القوات المحلية خاضعة لتفتيش قائد القوات الامبراطورية البريطانية على أن تستخدم طبق مشورة حكومة جلالته.
- قبول اتفاق تسليم المجرمين المعقود مع سوريا.
- يعد سمو الأمير محترما وغير مسؤول عن إدارة الحكومة باعتبار أن الحكم يجب أن يكون دستوريا في كل حال.

ولم يسع الأمير سوى قبول هذه المطالب بسبب تحرج الحالة وتهديد الإنجليز باتخاذ اجراءات عسكرية عنيفة، وقد سجل الأمير قبوله بهذه العبارة «انا لله وانا اليه راجعون». ولم ينتقص الإنذار من استقلال شرقي الأردن فحسب بل هو لم يبق لذلك الاستقلال مظهرا أو لونا، ولكن لم يتم فرض السيطرة الأنتدابية دفعة واحدة بل أخذ ذلك وقتا وتدرج استمر أكثر من سنتين ولم تتكامل سيطرة السلطة الانتدابية بشكلها المطلق الا بعد استقالة رئيس الوزراء رضا الركابي عام 1926 .
في عهد رئيس الوزاء حسن خالد أبو الهدى تكاملت اسباب السلطات قي يد المتعهد البريطاني، إذ اسندت رئاسة الدوائر المهمة في الحكومة إلى موظفين انجليز أو مستعارين من حكومة فلسطين. وكانت سياسة حسن خالد في هذا الشأن على نقيض من سياسة الركابي الذي كان يدقق في كل عملية استعانة بالموظفين المستعارين من بريطانيين وعرب من حكومة فلسطين للقيام بوظائف اختصاصية يستطيون القيام بها، ممن تفتقر البلاد لامثالهم. ولم يكن يقبل الموافقة على اشتراك هؤلاء الموظفين في مسؤلية الحكومة التي يعتقد أنه يجب ان يتولاها رجال سياسيون يشعرون بمسؤوليتهم تجاه الوطن والمواطن.
كان من هؤلاء الذين دخلوا الحكومة الأردنية كومظفين معارين من خارج الأردن:
- الدكتور حليم أبو رحمة - مدير الصحة العامة.
- عارف العارف - السكرتير العام.
- عبدالرحمن غريب - مدير النافعة.
- ريدنج - مراقب المالية.
- ألن كبركبرايد - مستشار المالية
- شامبيون مستشار المالية.
- هوبر - المستشار القضائى.
- سيتون - المستشار القضائى.
- باز قعوار - مدير البرق والبريد.
- قستندي فرح - مدير رائرة تدقيق وتحقيق الحسابات
- هاوس - مدير دائرة تدقيق وتحقيق الحسابات
- لنفجستون - مدير الجمارك.
- متشل - مدير الإراضي والمساحة ز
- الياس عازر - مراقب اللوازم.

نهجت الإدارة، على الاعتماد في السياسية المالية، نهج تضخيم الميزانية بارهاق المكلف الأردني بالضرائب الفادحة لاعالة ضباط قوة الحدود البريطانية ودار الاعتماد وتشكيلات المراقبة المالية برواتب ومخصصات باهظة مع السعي بشتى الطرق لتخفيف المساعدة البريطانية. وتحولت سلطات الانتداب على يدي كوكس إلى دكتاتورية مطلقة بشعة ضج منها الأمير والوطنيون والمسؤولون في الحكومة. ولم تستطيع البلاد ان تتخلص من قبضتها القاسية الا بعد عشرين عاما أو تزيد.
وقعت المعاهدة البريطانية الأردنية في يوم 20 فبراير 1928 في مدينة القدس من قبل خالد أبو الهدى عن الأردن واللورد بلومر المندوب السامي البريطاني في فلسطين عن بريطانيا. وبتاريخ 26 مارس 1928 نشر نص هذه المعاهدة رسميا.
جعلت هذه المعاهدة مقدرات شرقي الأردن في يد السلطة المنتدبة، فقد نصت على ان تتحمل شرق الأردن نفقات المعتمد البريطاني وموظفيه، وان يكون تعيين الموظفيين من خارج شرقي الأردن خاضعا لموافقة الحكومة البريطانية، وان تخضع جميع القوانيين والانظمة في شرقي الأردن لموافقة ملك بريطانيا، وان يسترشد الأمير بنصيحة بريطانيا في جميع الامور المختصة بصلات شرقي الأردن الخارجية، والشؤون المتعلقة بمنح الامتيازات واستثمار الموارد الطبيعية وعقد القروض، وان اتفاقيات المجرمين المرتبطة بها بريطانيا تكون سارية على شرقي الأردن، ويتعهد الأمير بالموافقة على مراقبة بريطانيا المالية، وان تكون الموازنة خاضعة للمشورة البريطانية، وان يحتفظ ملك بريطانيا بقوات مسلحة في البلاد وتتحمل خزينة شرقي الأردن سدس تكاليف قوة الحدود.
وضعت الحكومة القانون الأساسى الجديد بتاريخ 16 نيسان 1928 بعد أن أسقطت مشروع القانون الاساسى لسنة 1923. ونشر هذا القانون من قبل حكومة الانتداب.
وفي 11 أيلول 1928 انفصل الدكتور رضا توفيق من عضوية المجلس التنفيذى وحل محله السيد توفيق أبو الهدى مدير تسجيل الأراضي.
وفي 1 شباط 1929 عين السيد توفيق أبو الهدى سكرتيرا عاما للحكومة وعضوا في المجلس التنفيذي (حل محله السيد عارف العارف الذي انتهت مدة اعارته في 3 1آذار 1929). كما عين الدكتور حليم أبو رحمة مدير الصحة العامة وعضوا في المجلس التنفيذي، وفي هذا التاريخ كان المجلس التنفيذي يتألف من السادة التالية أسماؤهم
1. حسن خالد باشا أبو الهدى - رئيس المجلس
2. الشيخ حسام الدين جارالله - العدلية وقاضي القضاة
3. توفيق بك أبو الهدى - السكرتير العام
4. أديب بك وهبة - مدير المعارف
5. الدكتور رضا توفيق - مدير الأثار
6. إبراهيم (بيك) هاشم - مدير الخزينة
7. الدكتور حليم أبو رحمة - مدير الصحة العامة

كم تم في عهد هذه الحكومة ما يلي:
- التوقيع علي المعاهدة الأردنية - البريطانية في القدس يوم 20 شباط 1928.
- نشر القانون الاساسى للامارة الأردنية بتاريخ 19 نيسان 1928
- اجتماع أول مجلس تشريعي في الأردن بتاريخ 2 نيسان 1929، وقد صادق هذا المجلس على المعاهدة في 4 حزيران 1929.
- وافق المجلس التنفيذي في 8 كانون الثاني 1928 على منح امتياز لشركة كهرباء فلسطين (روتنبرغ) الذي خول الشركة حق استخدام مياه نهري الأردن واليرموك لتوليد الطاقة داخل فلسطين وشرقي الأردن.